# Coris venusta
Coris venusta là một loài cá biển thuộc chi Coris trong họ Cá bàng chài. Loài này được mô tả lần đầu tiên vào năm 1875.

## Từ nguyên
Tính từ định danh của loài trong tiếng Latinh có nghĩa là "duyên dáng, xinh đẹp", không rõ hàm ý, nhiều khả năng là đề cập đến màu sắc bắt mắt của cá đực.

## Phạm vi phân bố và môi trường sống
C. venusta là một loài đặc hữu của quần đảo Hawaii (Hoa Kỳ). C. ballieui sống gần các rạn san hô trên nền đáy cát và đá vụn, thường tập trung ở khu vực có tảo phát triển, độ sâu đến ít nhất là 10 m.

## Mô tả
C. venusta có chiều dài cơ thể tối đa được biết đến là 19,3 cm. Cá đực và cá cái có màu xanh lục nhạt. Cả hai giới có các dải sọc ngang màu đỏ ở hai bên thân. Đầu có các vệt sọc đỏ, có một vệt băng ngang qua mắt. Nắp mang có một đốm đen hình bumerang viền lấy một đốm đỏ hình tam giác ở bên trong. Điểm phân biệt giữa hai giới là mặt của cá cái có màu vàng, trong khi mặt của cá đực có màu hồng. Cá đực còn có thêm các vệt màu xanh lục lam trên đầu. Cá con có màu bạc với một dải sọc đen từ mõm băng ngang mắt kéo dài ngược ra sau.
Số gai vây lưng: 9; Số tia vây ở vây lưng: 12; Số gai vây hậu môn: 3; Số tia vây ở vây hậu môn: 12.

## Sinh thái học
Thức ăn của C. venusta là các loài giáp xác, chân bụng, giun nhiều tơ, trùng lỗ và cầu gai.